# Perognathus fasciatus
Perognathus fasciatus es una especie de roedor de la familia Heteromyidae.

## Distribución geográfica
Se encuentra en el centro de Great Plains de Canadá y Estados Unidos.